# Železniční nehoda v Hloubětíně
Železniční nehoda v zastávce Praha-Hloubětín se stala 21. září 1965 krátce před 15. hodinou. Osobní vlak tvořený elektrickou jednotkou EM 475.1024/022 a EM 475.1005/006 ve směru z Prahy na Kolín (kolej 1) stál v zastávce, když do něj zezadu najel nákladní vlak, který nerespektoval oddílové návěstidlo v poloze Stůj. Náraz byl tak silný, že se obě soupravy zastavily až o osmdesát metrů dále. Z trosek vlaku bylo vyproštěno 13 mrtvých, z toho 11 cestujících a dva železniční zaměstnanci (strojvedoucí a vlakvedoucí z nákladního vlaku), 66 dalších cestujících bylo zraněno, z toho 27 vážně. Vůz EM 475.1005/006 byl po nehodě zrušen. Zcela byla zdemolována i lokomotiva nákladního vlaku.
Trať byla už tehdy vybavena moderním zabezpečovacím zařízením, ale selhal lidský faktor, když strojvedoucí nákladního vlaku nezapnul pojistné zařízení, které by vlak v případě přehlédnutí návěsti Stůj automaticky zastavilo. Vinu částečně nesl i výpravčí ve stanici Praha-Libeň, který vlak i přes výstrahu pustil.